# 槟城观音亭
槟城椰脚街观音亭（英語：Guan Yin Temple Penang），又名广福宫（英語：Kong Hock Keong Temple），是位于马来西亚槟城州乔治市椰角街的一座華人民间信仰場所（廟宇）。该廟建于1800年，是檳城州最古老的廟宇。
廟宇起初是为了祭拜海神妈祖而建立的。1786年，喬治市開埠後，随着大批華南移民涌入这座城市（新埠），帶入觀音信仰，导致这座廟宇在1840年转为供奉观世音菩萨。那时，廟宇也开始充当敌对的广东人和闽南人社区之间的中立调解者。
虽然庙宇的世俗功能后来被移交给了槟州华人大会堂（PCTH），但它在华裔槟城人中仍具有宗教意义。廟宇仍然是观音诞、玉皇大帝诞辰等华人节日的重要地点，吸引了来自东南亚各地的信徒。

## 历史
这座庙宇建于1800年，建造费用为4,000西班牙银元。最初供奉的是妈祖，福建人敬奉的海神，被视为航海者的守护神。建庙时，槟城岛人口稀少，而庙宇选址也相对靠近海边，由海上迁徙而来的福建人兴建。
庙宇于1840年进行整修，在此次翻修过程中，将主神由妈祖更换为观音。同时也增设了其他华人信仰的神祇，如关羽与大伯公，反映出当时乔治市华人社区逐渐趋于多元化。随着乔治市自1786年建立以来，华人移民数量不断增加，多个华人方言族群相继在当地定居，其中包括广东人。
由于福建人与广东人之间的纠纷日益增多，庙宇逐渐承担起调解双方矛盾的社会角色。早期的庙宇由一个由福建人与广东人平等代表组成的委员会共同管理，因而能够作为议事机构与仲裁平台，为19世纪中叶之前的槟城华人社区提供协调服务。
随着各华人群体之间矛盾的加剧，最终于1867年爆发槟城暴动。为缓解局势，在1881年成立了槟州华人大会堂，接替庙宇在世俗事务中的仲裁职能。此后，庙宇逐渐回归其宗教功能，继续在槟城华人社会中扮演信仰中心的角色。
据传，这座庙宇拥有神奇的力量，自1728年建立以来多次遭遇攻击却未受严重破坏。例如，1941年12月日军轰炸并入侵槟城时，庙宇安然无恙。此后至1960年代前后，庙宇亦经历过几次袭击，依然保存良好。最近一次整修工程则是在2012年至2017年间进行。

## 特色
这座庙宇深受中国传统建筑风格影响，拥有典型中式庙宇的飞檐屋顶，巨大的庙门上绘有道教与佛教神祇图像。屋顶由盘龙柱支撑，屋脊装饰着多尊龙形雕塑。庙宇前方设有一座面向东侧皮尔街的大庭院。
整座庙宇依照风水原则建造，共有三口水井：一口位于正殿右侧，另一口在前庭院，还有一口藏于观音主坛下方。庭院的水井供公众使用，而正殿旁的水井则专供僧侣使用。相传那口隐藏在主坛下的水井，其泉水具有药用功效。

## 图库

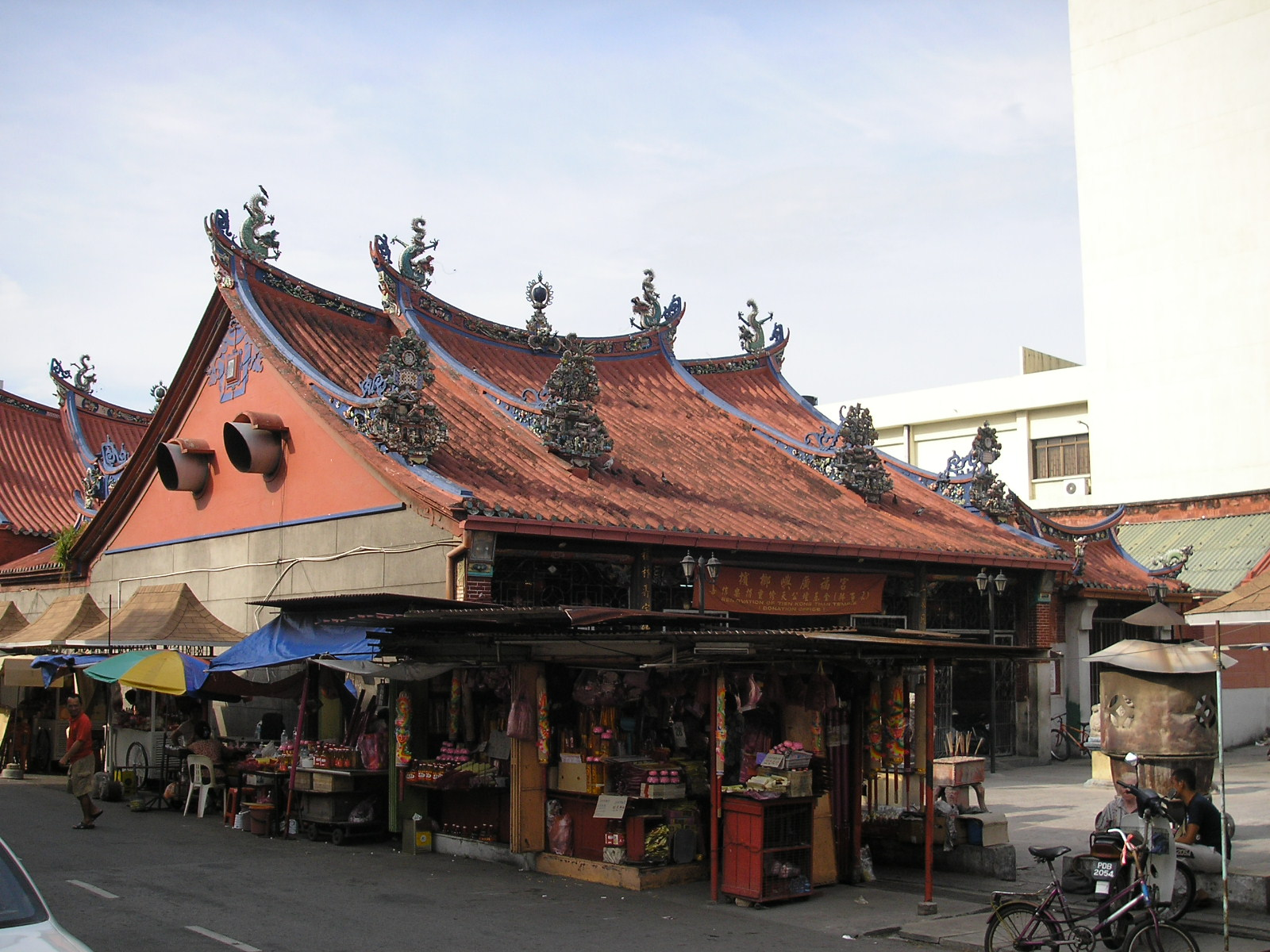
观音亭外的路边摊位，售卖祈福用品。
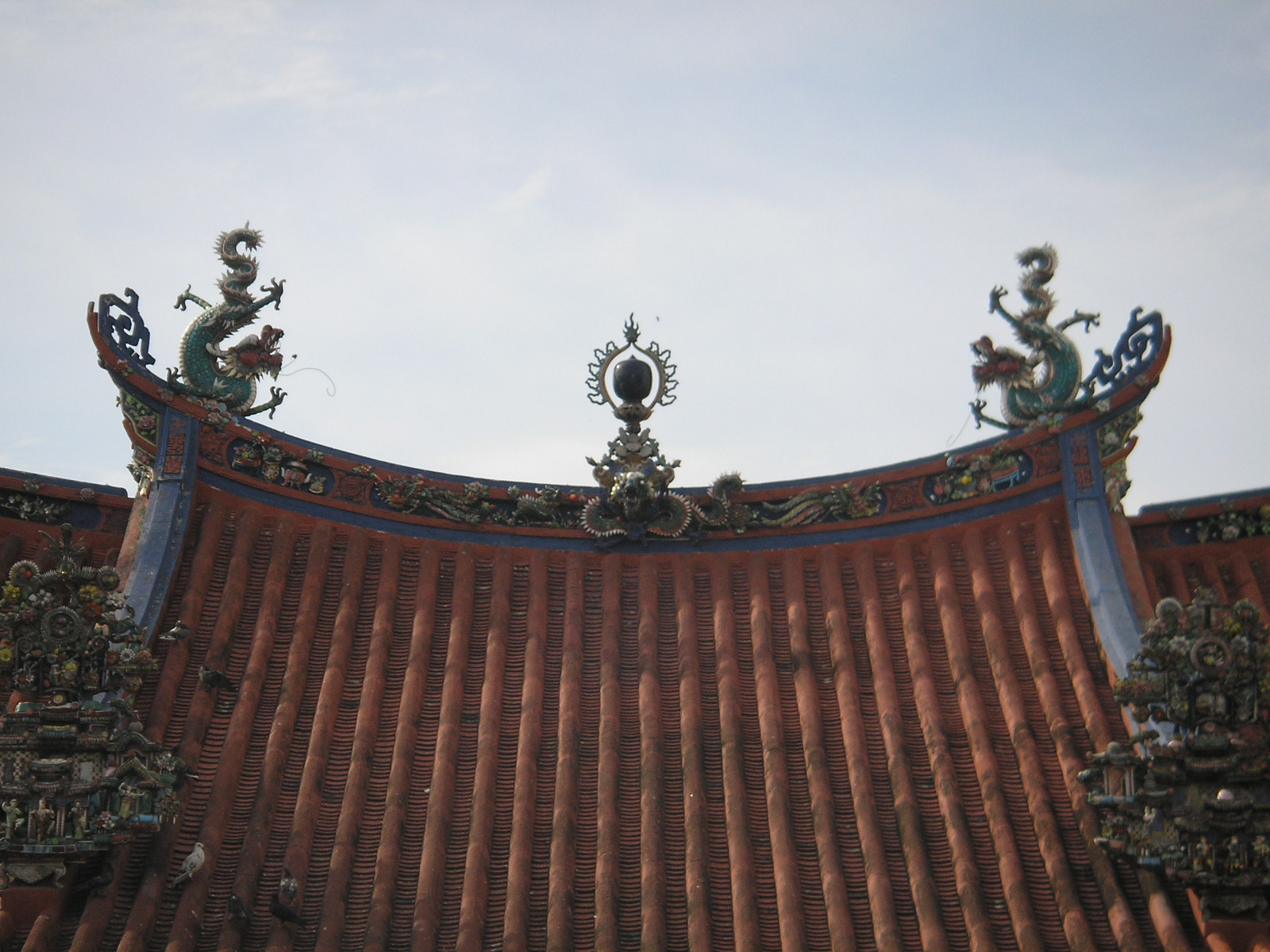
庙宇屋顶呈现中国南方建筑风格，饰有多种陶瓷人物造型。
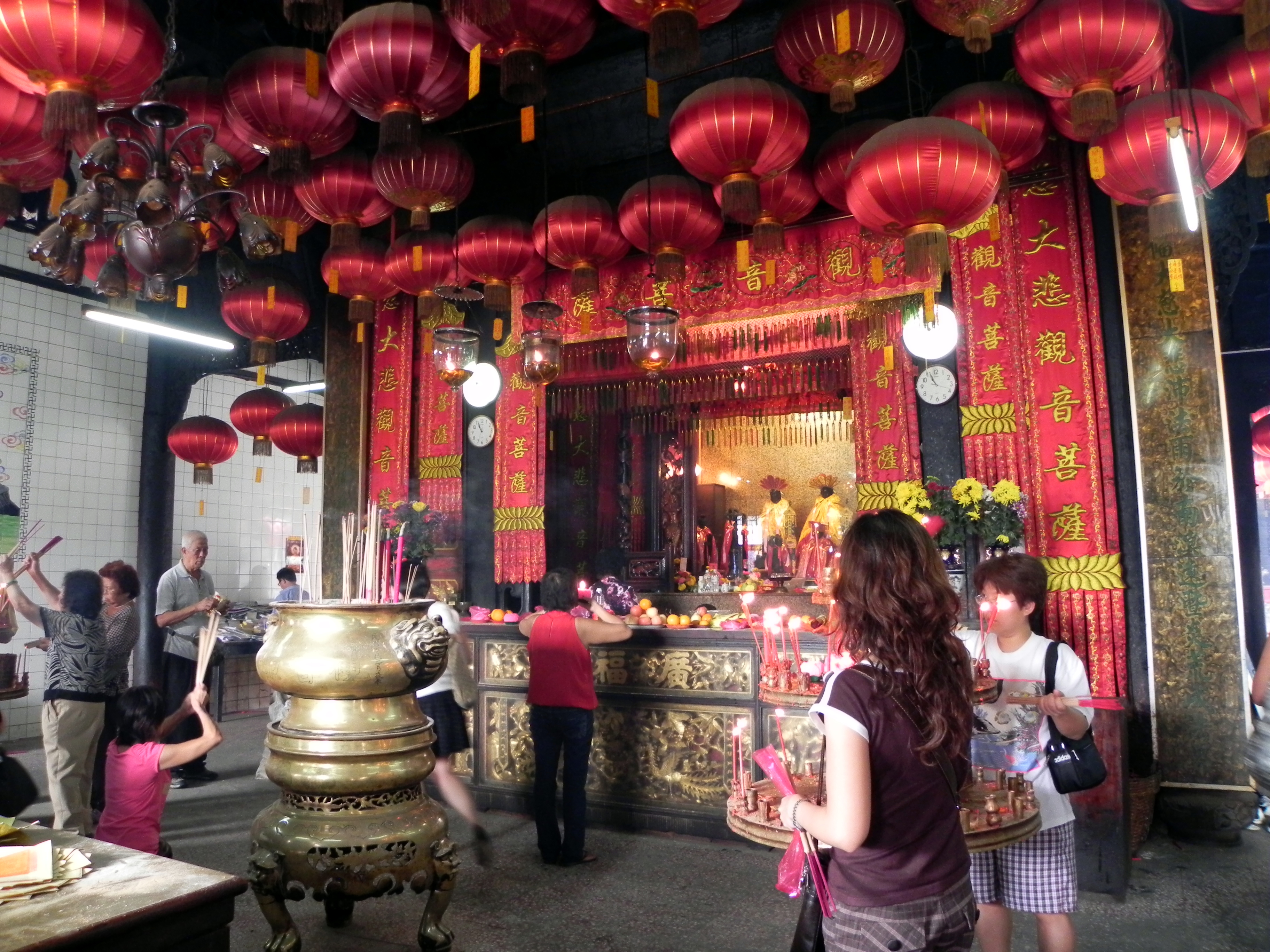
观音亭内大厅。
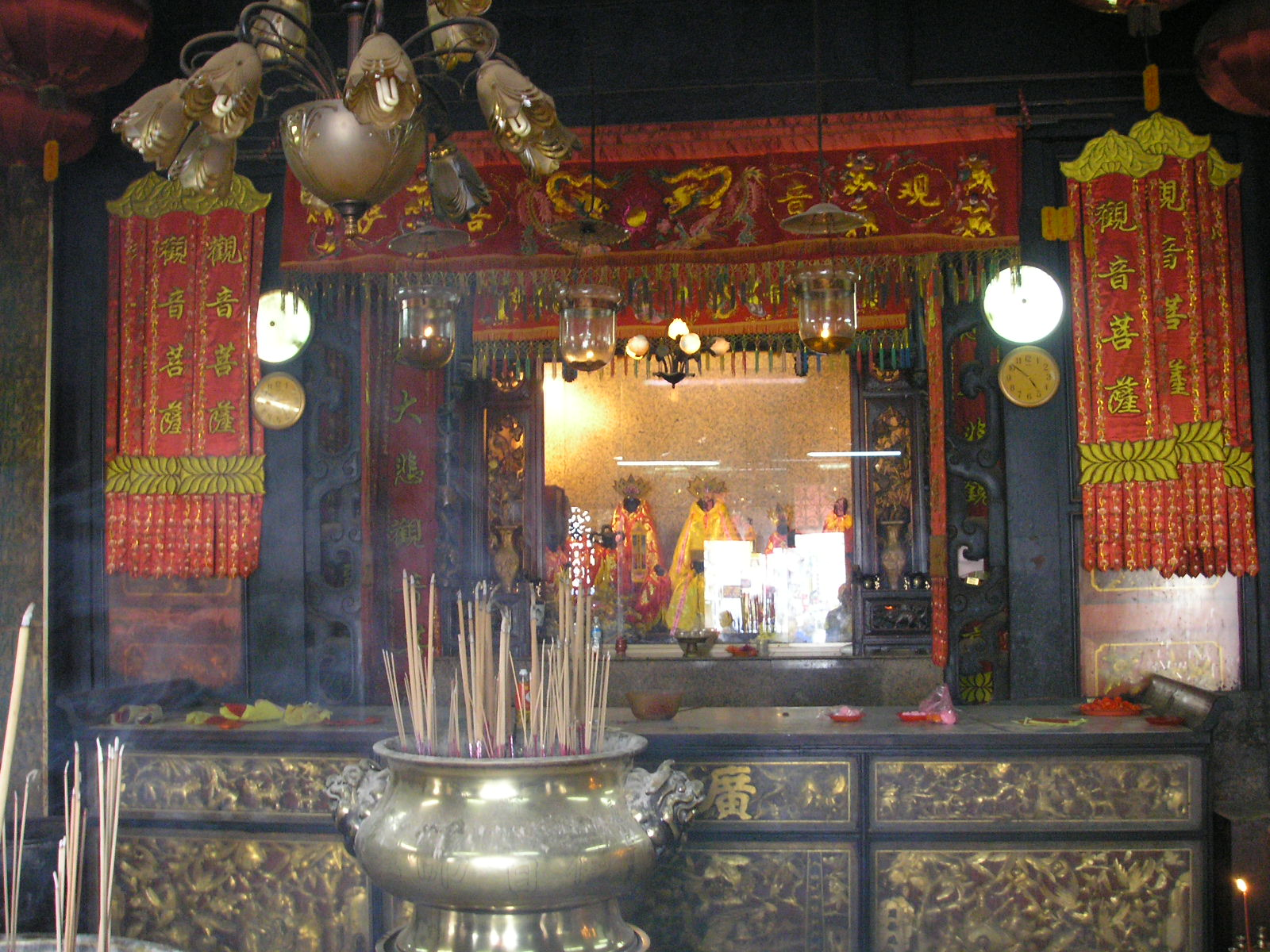
观音主殿神坛。
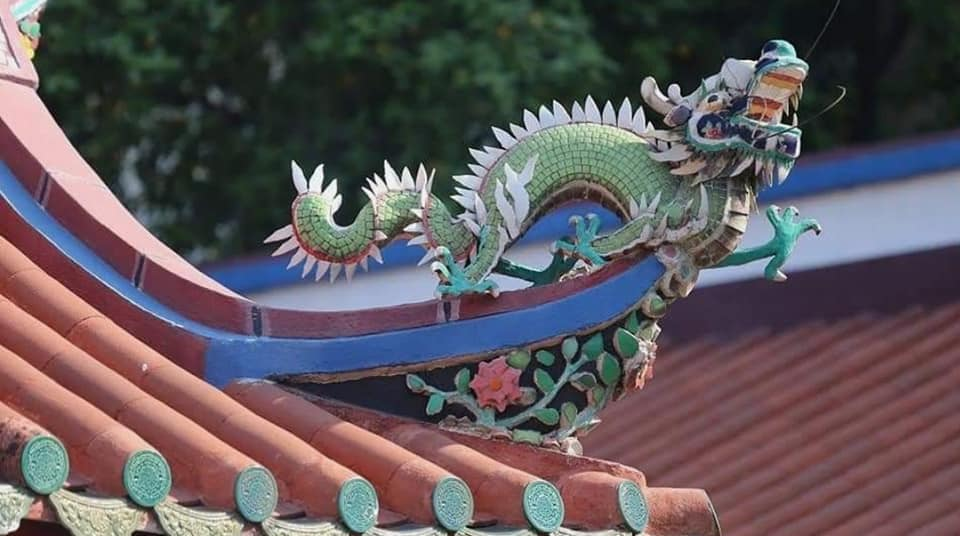
寺庙屋檐角落的彩色陶瓷龙雕，是传统中式庙宇建筑的典型元素。
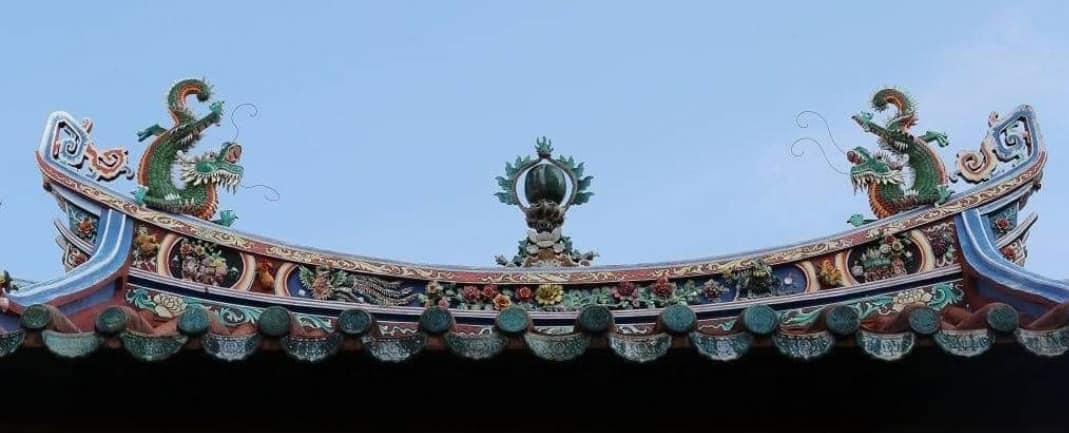
寺庙屋脊装饰有双龙和花卉图案。
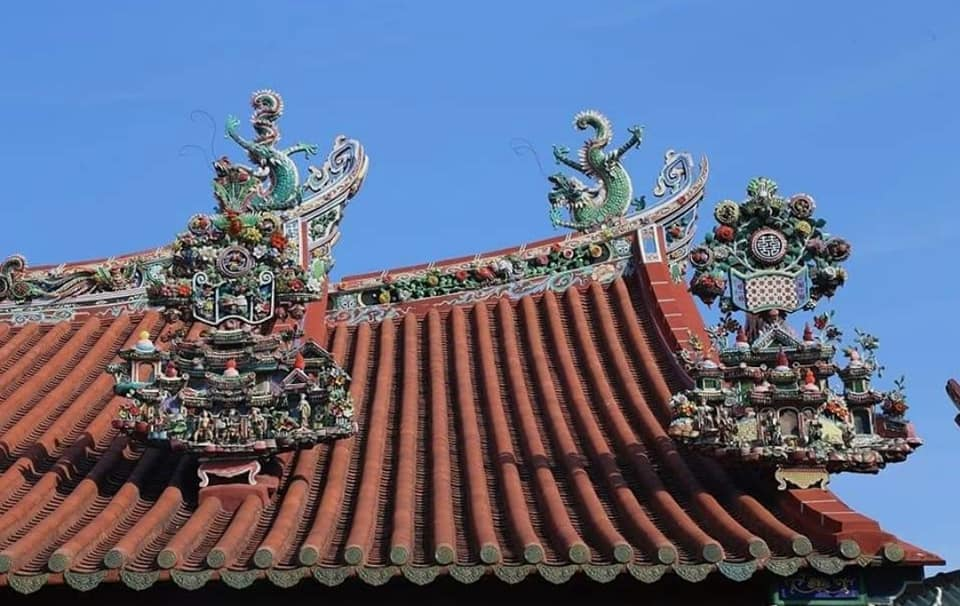
从上方俯瞰庙宇屋顶，可见精美的陶瓷人物与神话元素装饰在瓦脊之上。
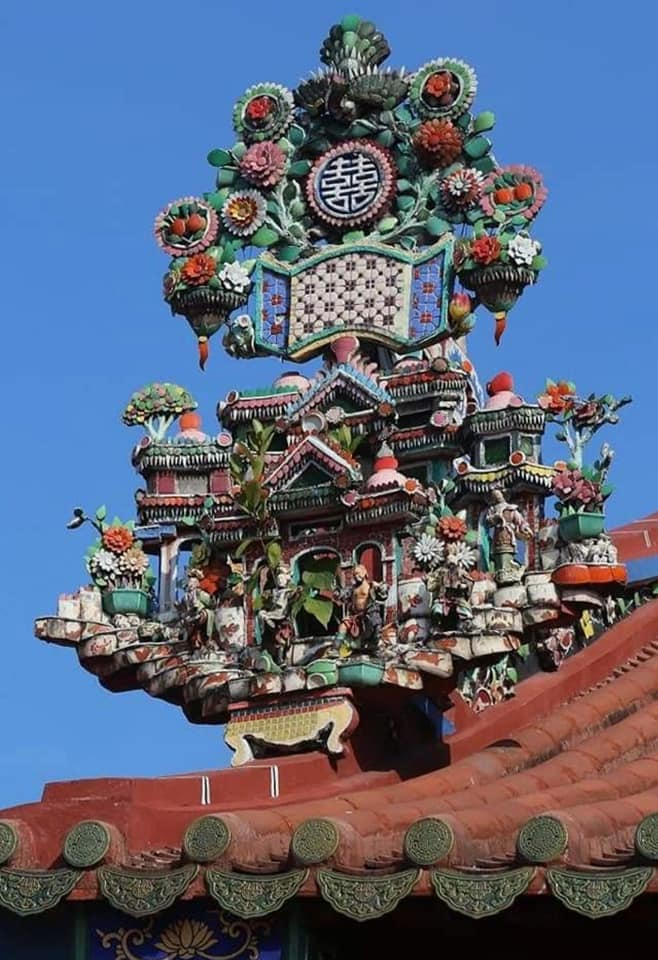
屋顶迷你宝塔及花卉雕饰的特写，体现传统中式工艺之美。
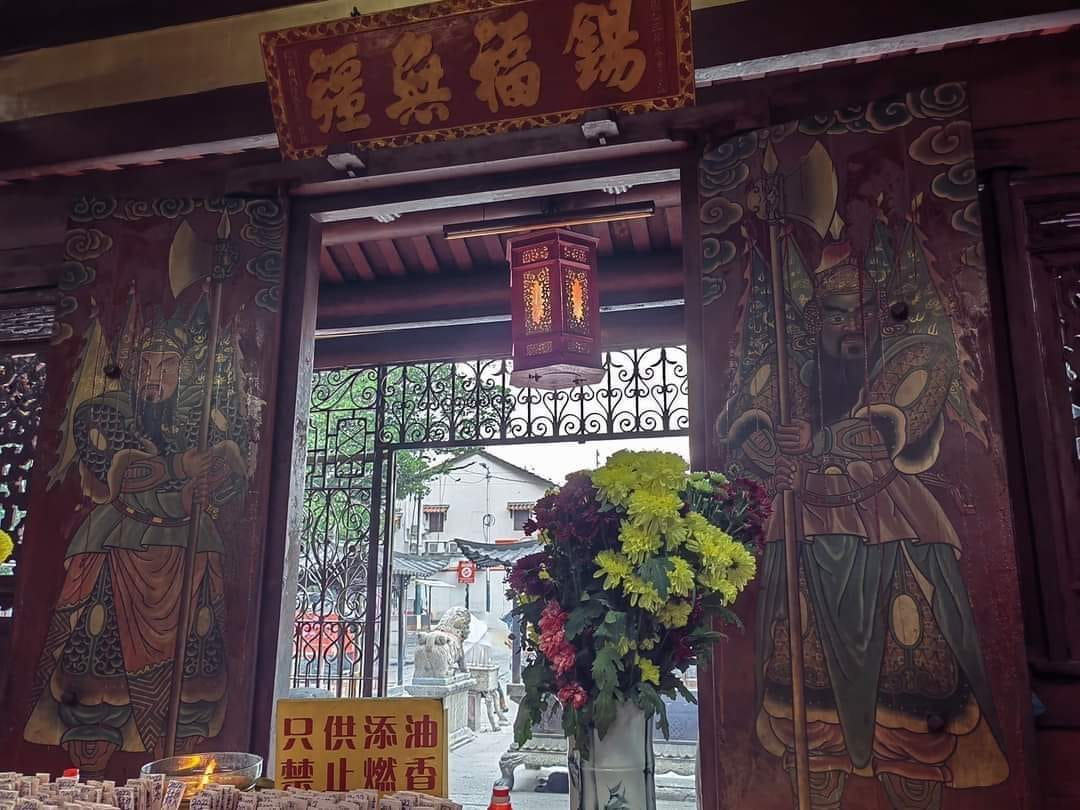
庙门上的传统门神画像，以及题有“锡福无疆”的匾额，寓意福泽绵延。
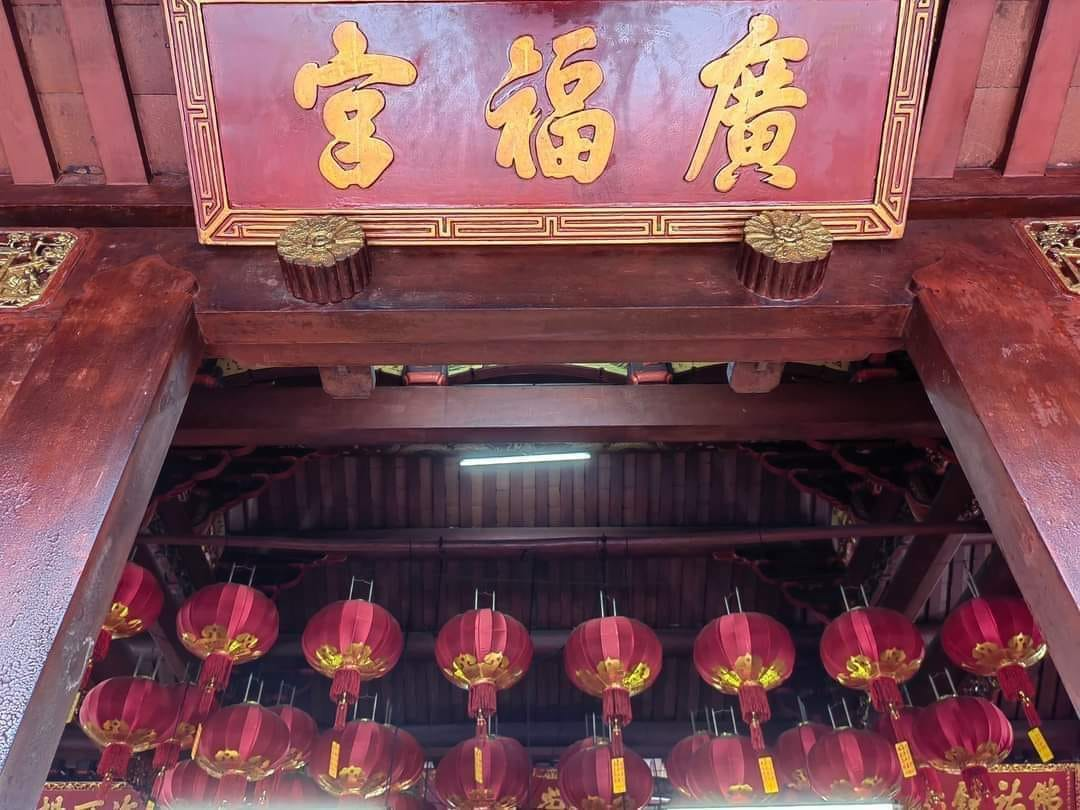
“廣福宮”主匾悬挂于殿门上方，下方装饰着红色灯笼。
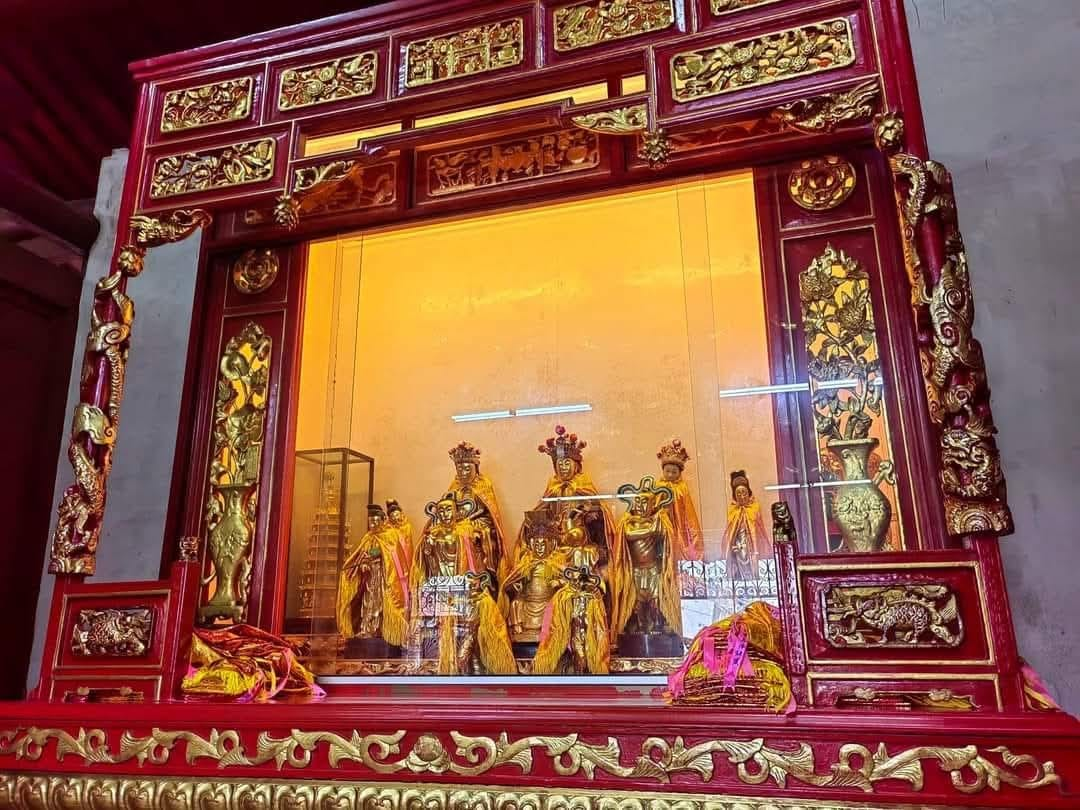
庙内供奉观音及其随从神祇的精美神龛，雕饰华丽。
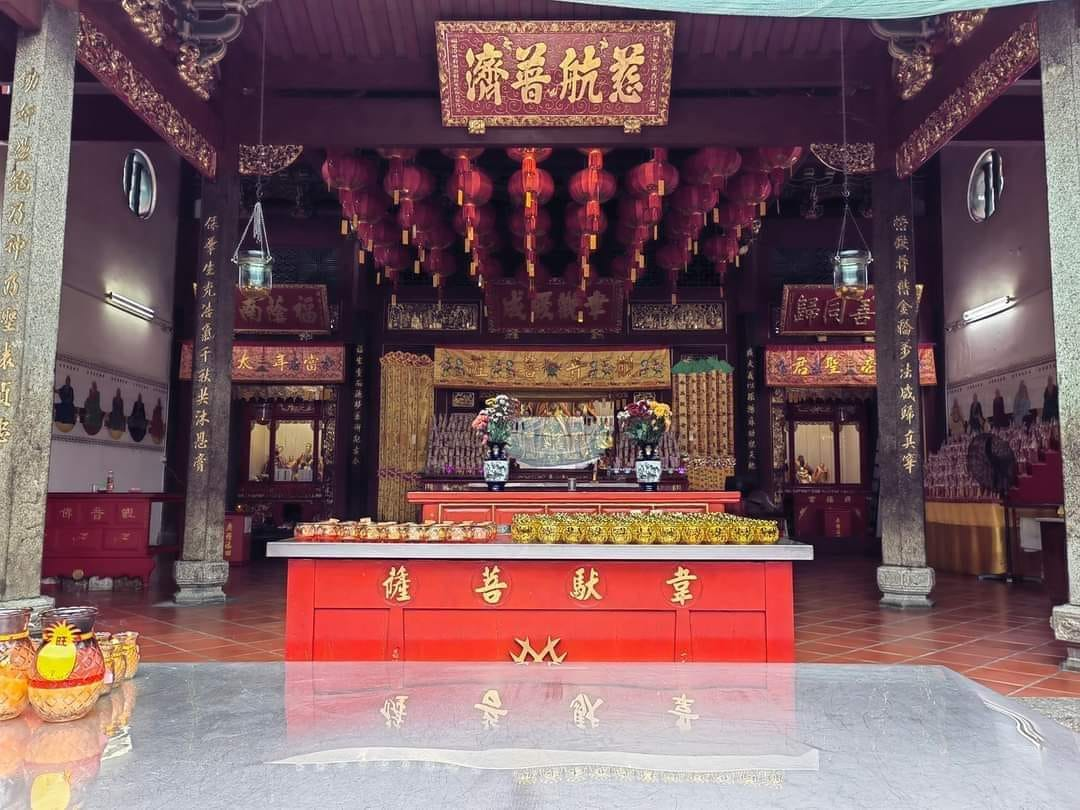
观音亭后殿内部景观，供奉观世音菩萨及其他神祇。
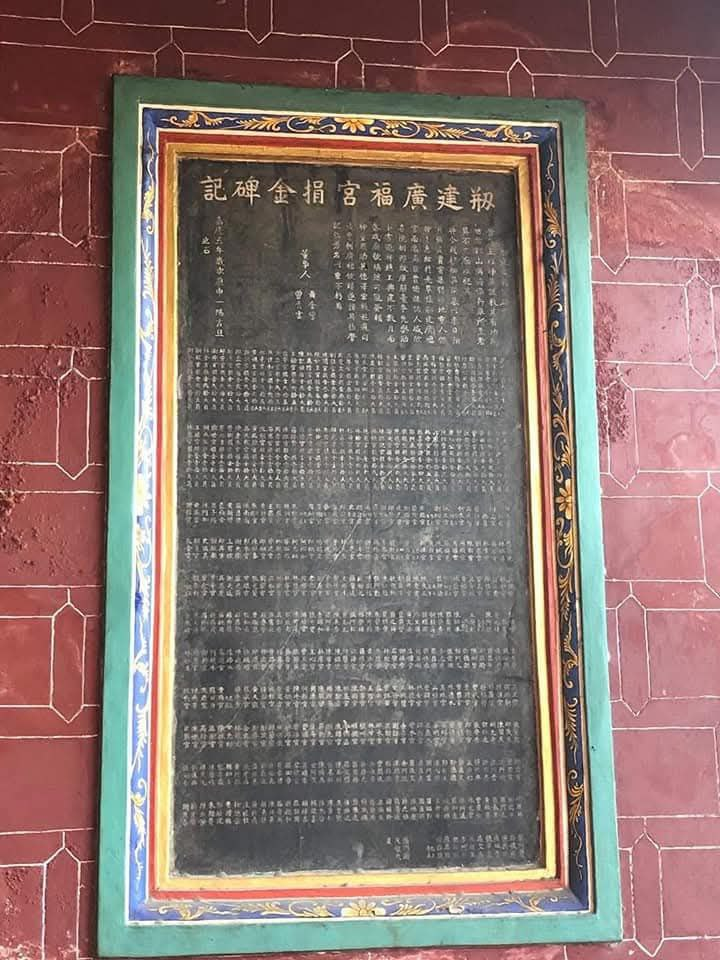
记录槟城观音亭（广福宫）扩建工程捐款者名单的碑文，为庙宇发展历史的重要文献。
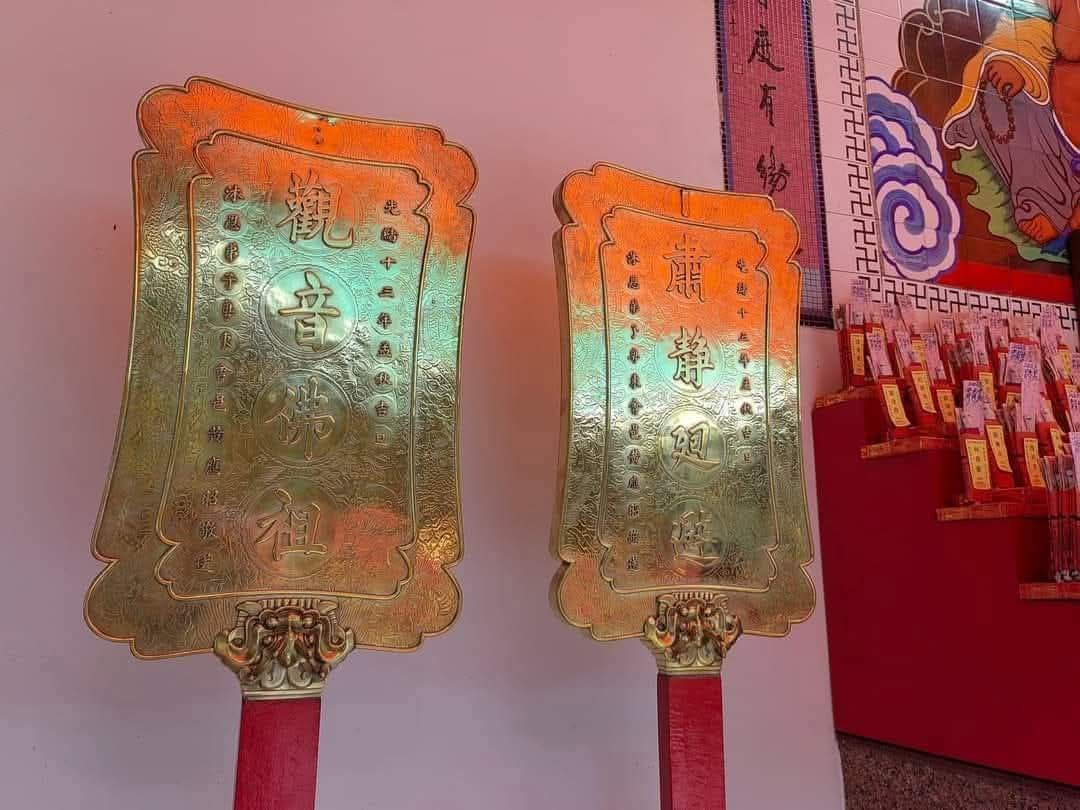
用于宗教仪式的金属令牌，左为“观音佛祖”令牌，右为“肃静回避”令牌，常见于神明出巡及庙会仪式中。
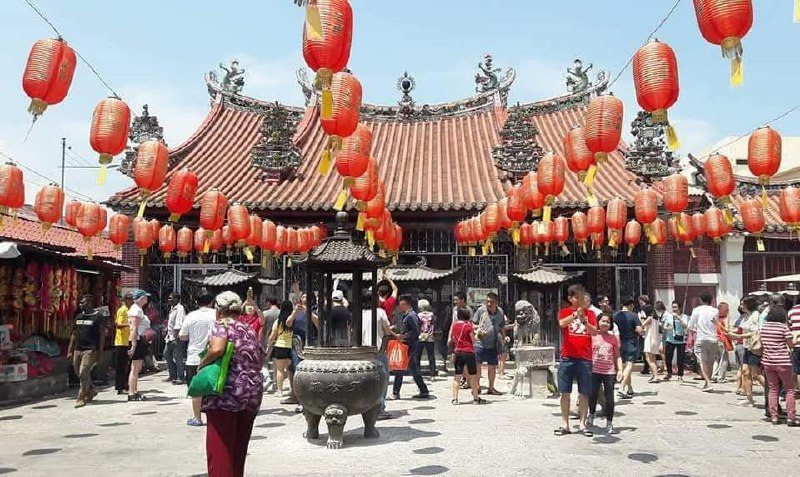
农历新年期间，槟城观音亭前庭挂满红灯笼，信众进香祈福。
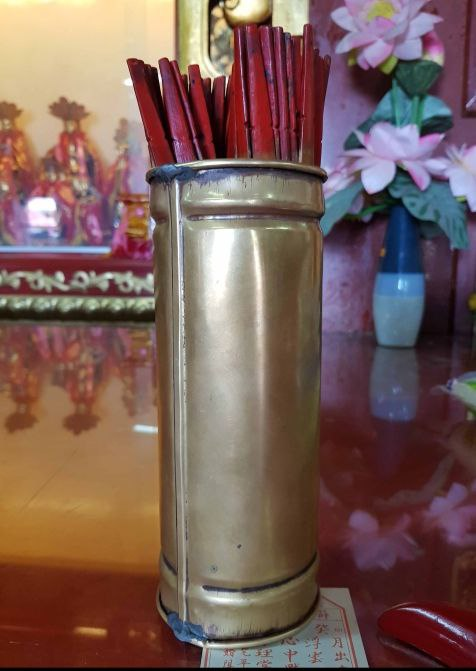
签筒
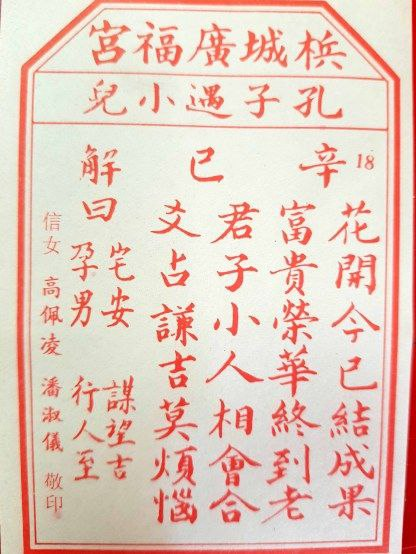
签诗
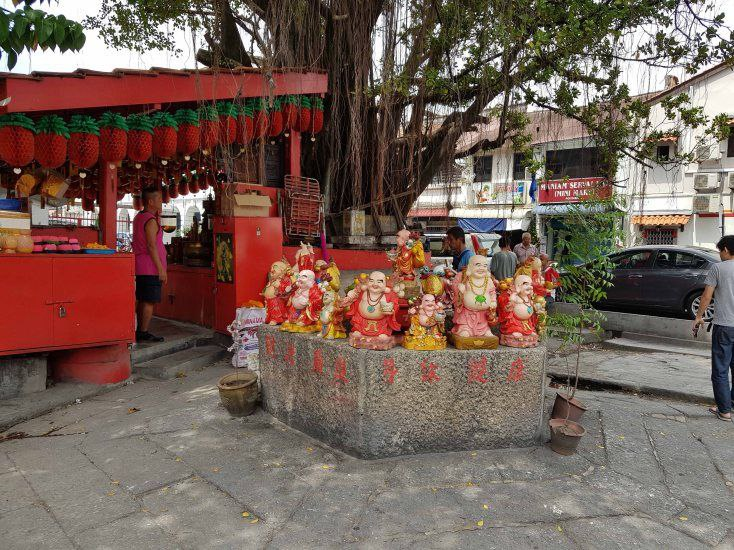
槟城观音亭前的许愿井
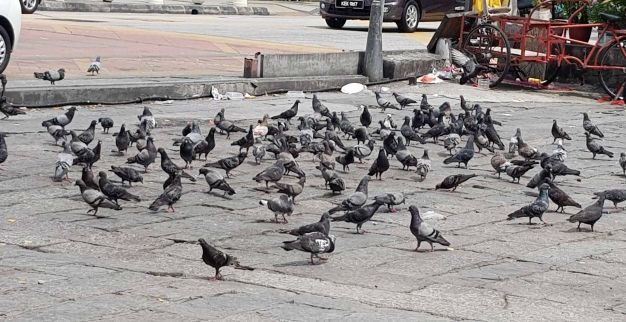
观音亭前鸽子